# Area archeologica di Capo Colonna
L'area archeologica di Capo Colonna è un sito archeologico statale situato in località Capo Colonna, vicino a Crotone, raggiungibile tramite una strada costiera dal capoluogo oltre che dalla statale 106 in loc. S.Anna proseguendo sulla S.P. 50. È inclusa nella lista dei monumenti nazionali italiani.
Gli elementi archeologici presenti non si limitano al solo più noto Santuario dorico dedicato ad Hera, di maggiore frequentazione durante l'età classica ed ellenistica, ma si tratta di un sito con stratificazioni di diverse epoche, da quella preistorica, con frequentazioni italiche fino alla fondazione della colonia di Kroton. Numerosi resti risalgono all'età romana: dapprima in età repubblicana, un decennio dopo la fine della seconda guerra punica, qui venne costituito il primo insediamento della colonia romana di Croto, e poi la statio di Lacenium in età imperiale.

## Il Santuario di Hera Lacinia

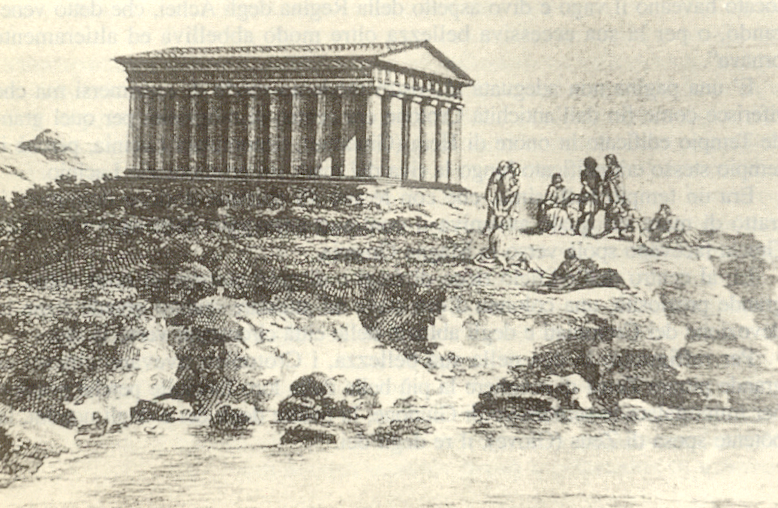
Il Tempio di Hera Lacinia in una stampa francese del Settecento.

Il santuario di Hera Lacinia di Capo Colonna, dipendente dalla città di Crotone antica, fu uno dei santuari più importanti della Magna Grecia dall'età arcaica fino al IV secolo a.C., finché cioè fu sede della lega Italiota prima che si trasferisse a Taranto.
Il sito del santuario era in una posizione strategica lungo le rotte costiere che univano Taranto allo stretto di Messina, su un promontorio chiamato anticamente Lacinion, che diede anche l'epiteto alla dea venerata, Hera Lacinia. Il nome odierno invece ricorda le rovine del tempio (con l'ultima "colonna" in piedi), mentre il nome usato fino all'epoca moderna, "Capo Nao", altro non è che una contrazione del greco naos, che significa appunto tempio.
Il santuario era stato edificato alla fine del VI secolo a.C. ed era anche chiamato di Hera Eleytheria, come resta testimoniato da un'iscrizione sul cippo del Lacinion, al Museo archeologico nazionale di Crotone. 
Tra il XVI ed il XIX secolo fu quasi completamente saccheggiato per riutilizzare i materiali da costruzione per importanti opere pubbliche: quali il Castello di Carlo V e le mura difensive della città, e poi per la costruzione del Porto.

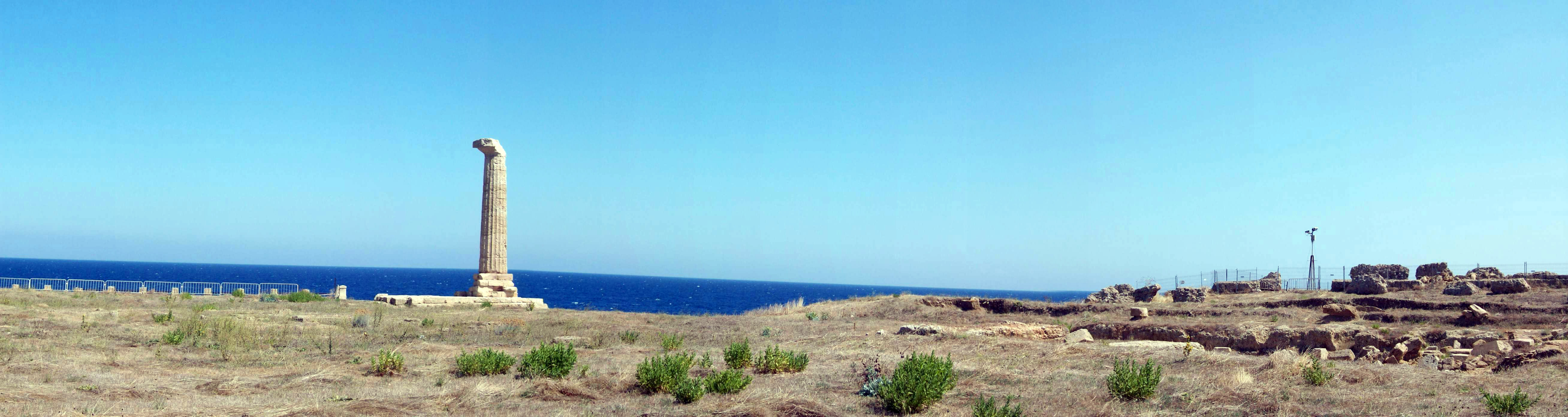
L'area archeologica di Capo Colonna.

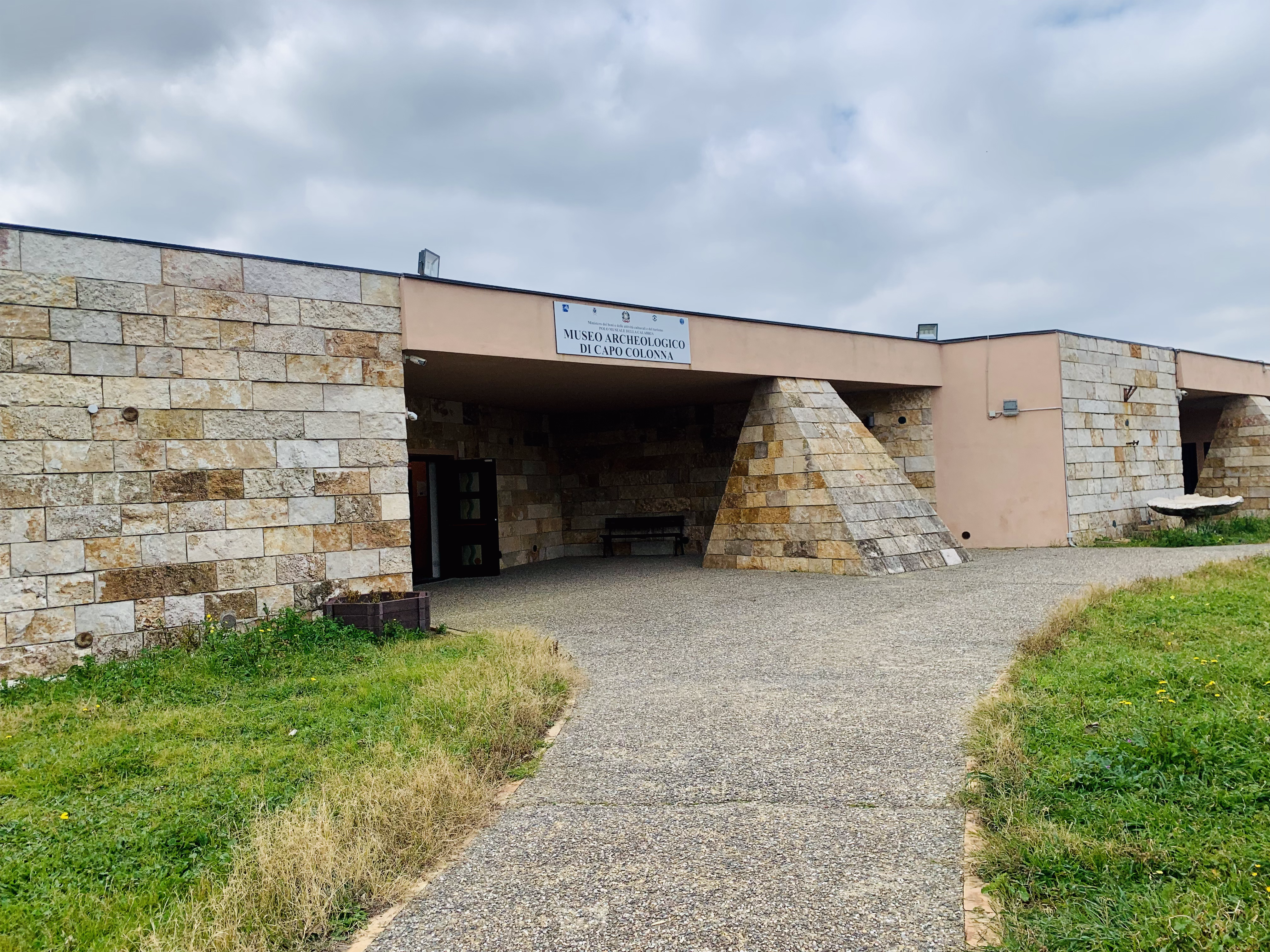
Il museo archeologico di Capo Colonna, inaugurato nel 2006.

Il complesso del Santuario era composto da più edifici, dei quali sono oggi visibili alcuni resti. Il tempio vero e proprio, di ordine dorico, con sei colonne sulla facciata (esastilo) e quattordici sui lati lunghi, era proteso verso il mare e aveva la classica forma dei templi greci: un imponente complesso di 40 colonne in stile dorico alte oltre 8 metri e costituite da otto rocchi scanalati. Il tetto era di lastre di marmo e tegole in marmo pario. Nulla si sa delle decorazioni che, però, erano certo presenti, come si può dedurre dal ritrovamento di una testa femminile in marmo della Grecia e pochi altri frammenti.
La colonna, in stile dorico, fino al 1638 era affiancata da un'altra caduta per un terremoto e poggia sui pochi resti del possente stilobate.
Nelle adiacenze è tracciata una "Via Sacra" di una sessantina di metri e larga oltre 8 metri.

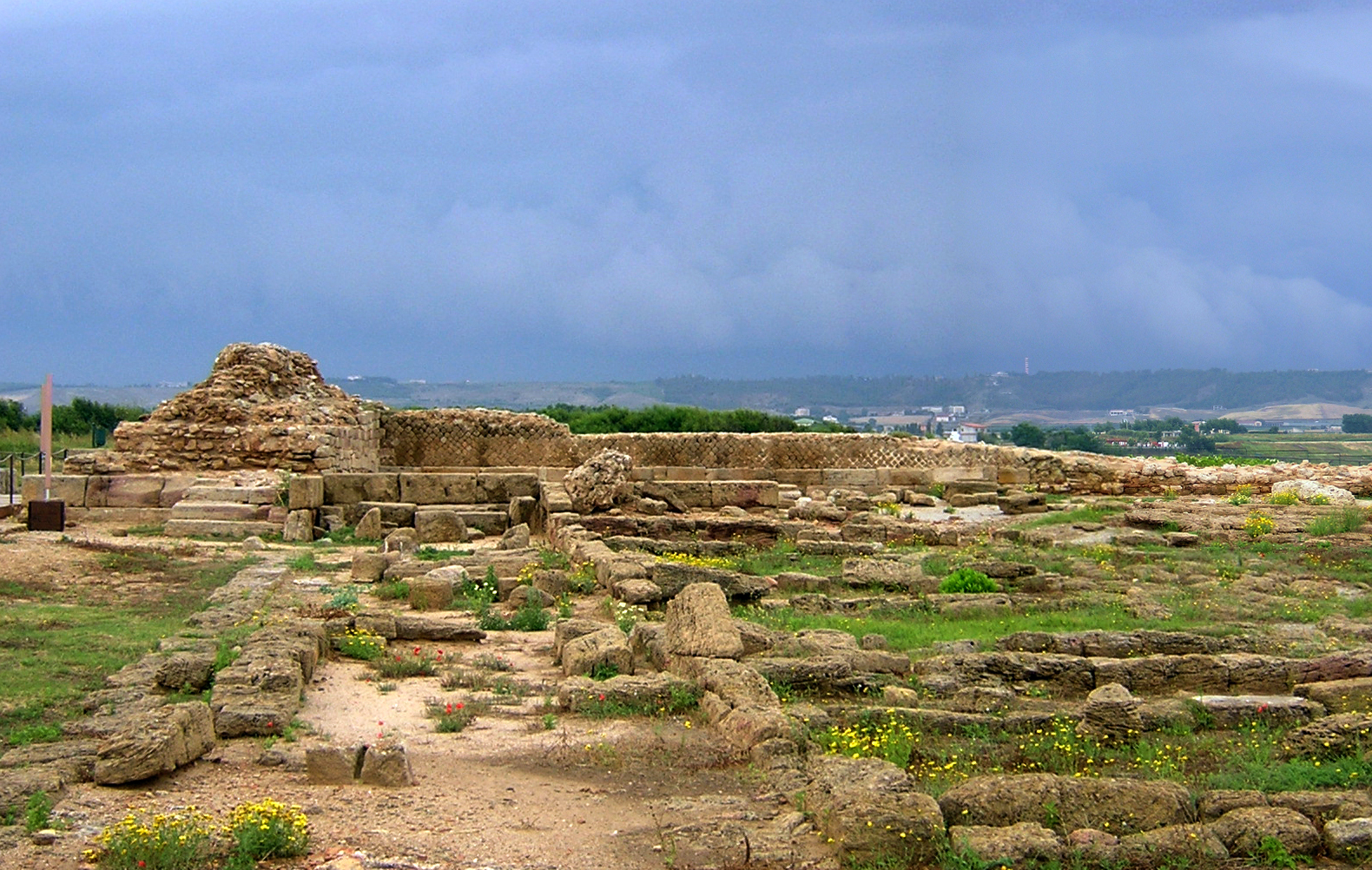
Altri reperti visibili all'interno dell'area archeologica.

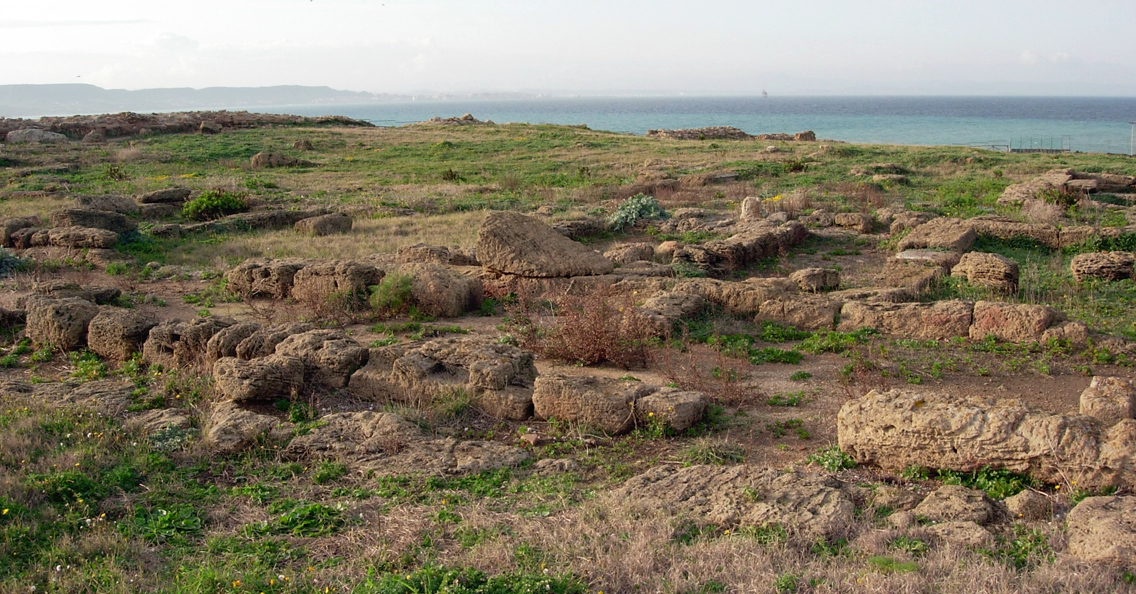
Reperti vista mare.

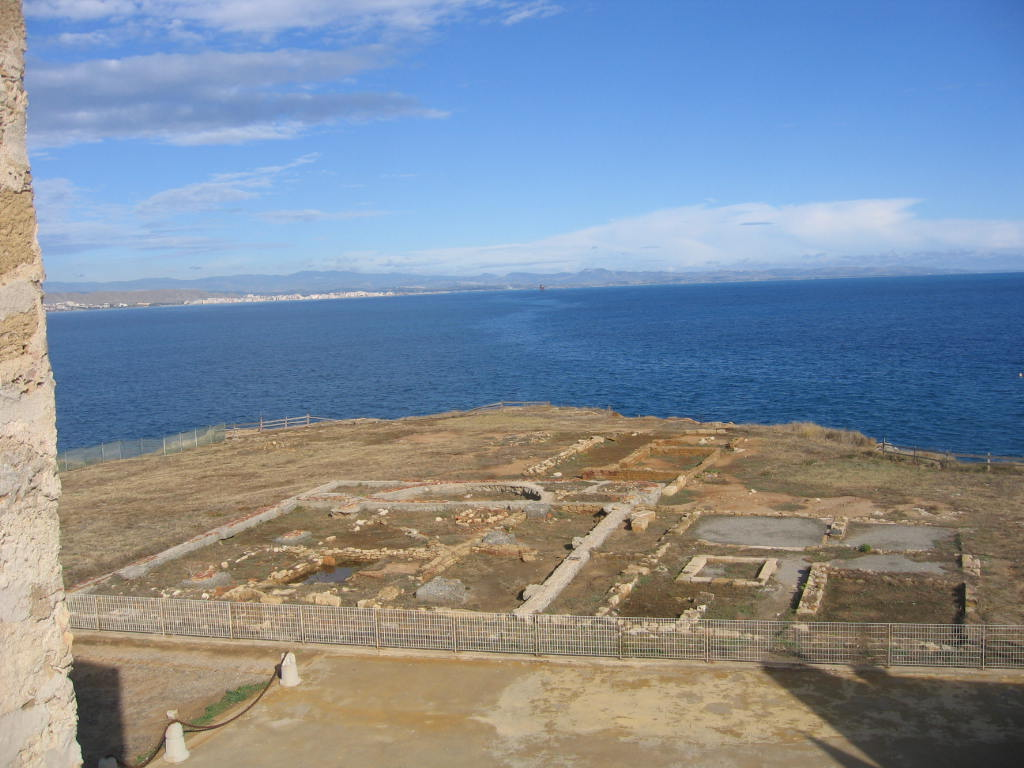
Vista sui resti degli edifici dalla torre medievale.

Al complesso del tempio appartengono anche almeno tre altri edifici chiamati "Edificio B", "Edificio H", "Edificio K": 
- l'Edificio B, che presenta una pianta rettangolare, è ritenuto poter essere il tempio originario. Questa tesi è sostenuta dal ritrovamento di reperti che sarebbero datati già dall'VIII secolo a.C.;
- l'Edificio H, di pianta quadrata, chiamato anche Hestiatorion, è suddiviso in vari locali. Il ritrovamento di suppellettili tipiche dei locali dedicati ai pasti può far dedurre che si trattasse dell'edificio-mensa e ristoro dei viaggiatori oltre che dei sacerdoti. In ogni caso la datazione di questo "Edificio H" viene posta al IV secolo a.C. quando il tempio già aveva assunto grande celebrità.
- l'Edificio K, o Katagogion, risale anch'esso al IV secolo a.C., presenta una pianta a "elle" e ne rimangono solo i basamenti. Si presume trattarsi di un loggiato di colonne, sempre in stile dorico, che univa una serie di locali e un cortile. Probabilmente era la foresteria dove potevano trovare alloggio importanti visitatori, mentre i loro accompagnatori si dovevano accontentare di costruzioni molto meno raffinate e resistenti.

Gli scavi hanno riscoperto una parte delle decorazioni architettoniche originali, in marmo greco e databili a una fase di costruzione del V secolo a.C., che oggi si trovano a Crotone. Nel capoluogo si trovano anche i resti della copertura in marmo pario, successiva alla vittoria di Crotone su Sibari, e delle offerte votive, spesso con iscrizioni.